# Xã Hayward, Quận Freeborn, Minnesota
Xã Hayward (tiếng Anh: Hayward Township) là một xã thuộc quận Freeborn, tiểu bang Minnesota, Hoa Kỳ. Năm 2010, dân số của xã này là 381 người.